# Écartement ibérique

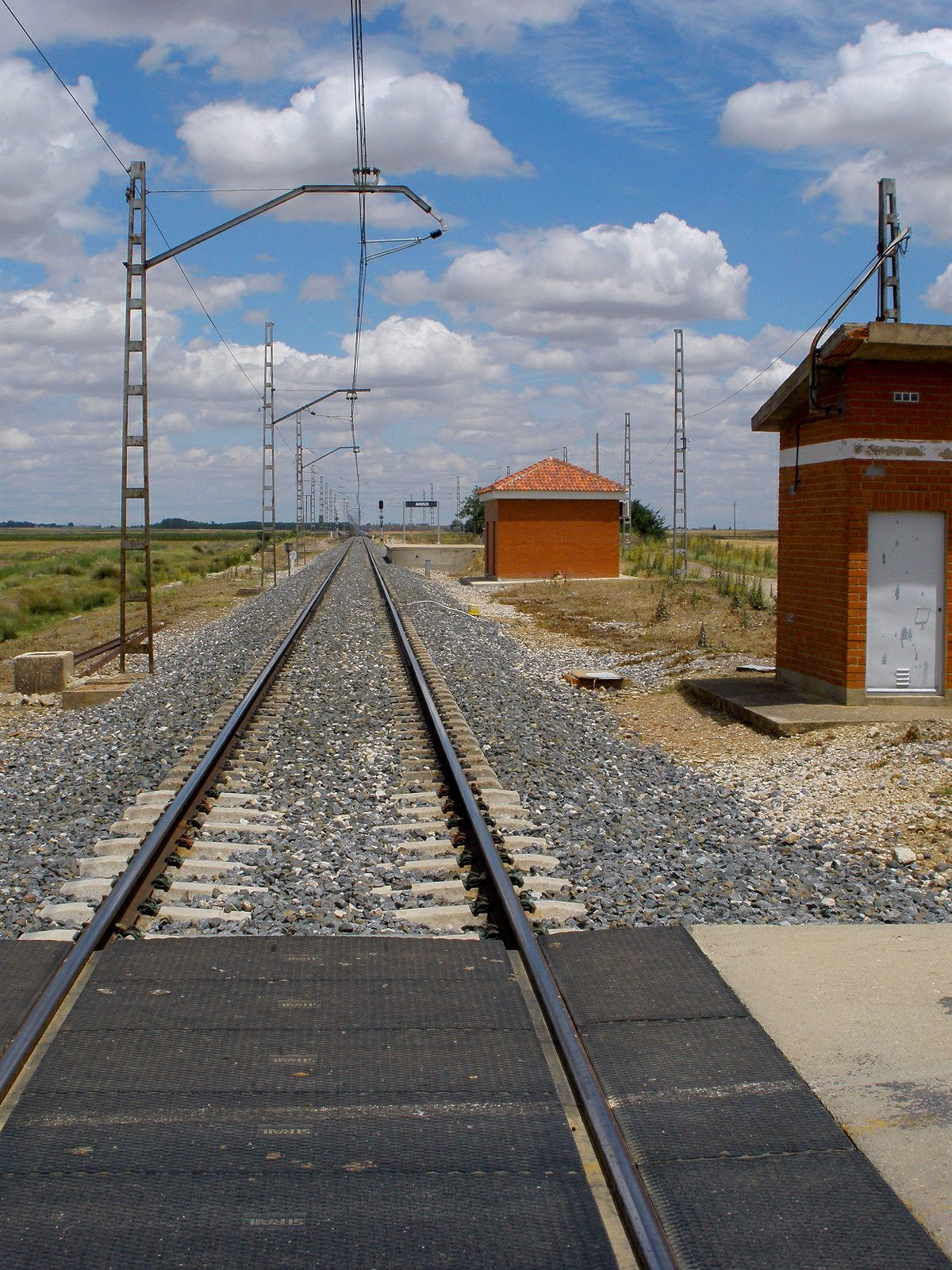
Chemin de fer à Palencia

 (octobre 2013).
Si vous disposez d'ouvrages ou d'articles de référence ou si vous connaissez des sites web de qualité traitant du thème abordé ici, merci de compléter l'article en donnant les références utiles à sa vérifiabilité et en les liant à la section « Notes et références ».
L'écartement ibérique est un écartement de chemin de fer de 1 668 mm, soit 5 pieds et 52/3 pouces en mesure anglaise. Il est utilisé principalement en Espagne et au Portugal.

## Histoire
En 1844, un comité d'experts recommande un écartement plus large, permettant plus facilement de parcourir la géographie accidentée de l'Espagne. Cela donnera lieu à la mise en œuvre de l'écartement historique espagnol de 1 672 mm, correspondant à 6 pieds castillans.
Après la Seconde Guerre mondiale se pose la question de l'uniformisation des écartements de la péninsule ibérique afin de désenclaver le réseau ferré portugais qui était d'un écartement différent. Cet écartement de 1 668 mm, défini en 1952, est la moyenne entre les écartements historiques espagnol (1 672 mm) et portugais (1 664 mm). Seule la liaison Barcelone-Perpignan, passant par le tunnel du Perthus, est établie au gabarit européen.
Depuis le début des années 1990, l'écartement ibérique cohabite (notamment en Espagne) avec l'écartement normal adopté pour la mise en place des 3 200 km du réseau à grande vitesse. Cette politique de conversion de l'écartement sur l'ensemble du réseau espagnol semble se généraliser, puisque désormais, nombreuses sont les lignes à écartement ibérique qui, lors de leur rénovation, sont dotées de traverses pouvant supporter des voies à double écartement.
Le projet d'une LGV Madrid - Lisbonne reliant les deux capitales ibériques, qui devait être construite à écartement standard, a été abandonné côté portugais au profit de lignes de fret à voie normale partant des ports de Sines et Aveiro pour les raccorder au réseau ferroviaire espagnol puis européen,.